# Badakhshan (tỉnh)
Tỉnh Badakhshan (tiếng Pashtun: بدخشان ولایت Badaxšān wilāyat và tiếng Ba Tư: ولایت بدخشان Velâyate Badaxšân) là một trong 34 tỉnh của Afghanistan, tọa lạc tại vùng đông bắc đất nước giữa Tajikistan (giáp các tỉnh Khatlon và Gorno-Badakhshan) và bắc Pakistan (giáp các tỉnh Gilgit-Baltistan và Khyber Pakhtunkhwa). Nó có biên giới dài 56,5 dặm (91 km) với khu tự trị Tân Cương của Trung Quốc.
Đây là một phần của vùng Badakhshan rộng hơn. Tỉnh Badakhshan có 28 huyện, hơn 1.200 làng, và chừng 904.700 người. Feyzabad đóng vai trò tỉnh lỵ.